# Округ Ван Верт (Охајо)
Ван Верт (енгл. Van Wert County) је округ у америчкој савезној држави Охајо.

## Демографија
По попису из 2010. године број становника је 28.744, што је 915 (-3,1%) становника мање него 2000. године.
| Група             | 2000.          | 2010.          |
| Белци             | 28.687 (96,7%) | 27.351 (95,2%) |
| Афроамериканци    | 222 (0,7%)     | 250 (0,9%)     |
| Азијати           | 57 (0,2%)      | 66 (0,2%)      |
| Хиспаноамериканци | 462 (1,6%)     | 740 (2,6%)     |
| Укупно            | 29.659         | 28.744         |